# Chemical & Engineering News
Chemical & Engineering News es una revista semanal, publicada por American Chemical Society.
La revista se enfoca al mundo de la Química y la Ingeniería química, incluyendo los avances más recientes sobre investigación, industria, educación, fondos y regulaciones.  La revista se envía a todos los miembros de la American Chemical Society y está incluida en el coste de la suscripción.  La parte delantera de la revista también está disponible gratis y en línea aunque el corazón de la base de datos sólo está disponible bajo suscripción. Según los Journal Citation Reports, la revista tiene un factor de impacto de 0,269.